# Großsteingrab Lüge

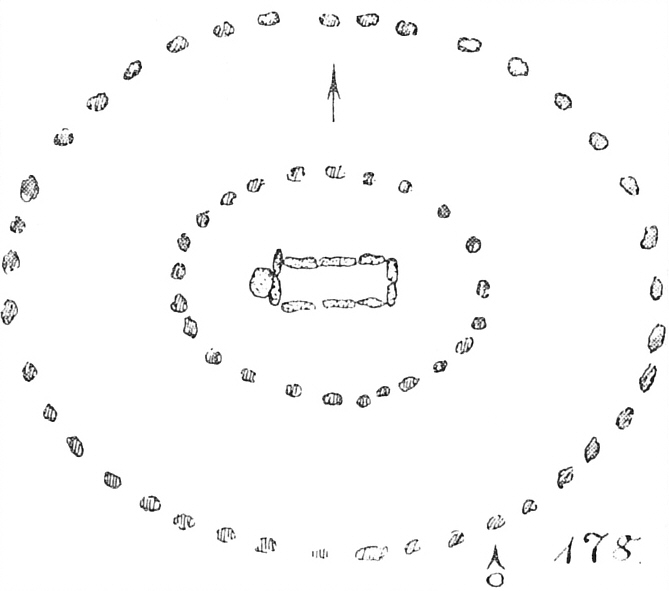
Grundriss des Grabes Lüge nach Krause/Schoetensack

Das Großsteingrab Lüge ist eine megalithische Grabanlage der jungsteinzeitlichen Tiefstichkeramikkultur in der Nähe von Lüge, einem Ortsteil der Stadt Arendsee (Altmark) in Sachsen-Anhalt.

## Lage
Die Anlage befindet sich 1,7 km nördlich von Lüge an der Gemarkungsgrenze zu Ladekath in einem Wald. Nordwestlich befand sich das im 19. Jahrhundert zerstörte Großsteingrab Ladekath.

## Forschungsgeschichte
Als Johann Friedrich Danneil 1843 erstmals versuchte, alle Großsteingräber der Altmark zu dokumentieren, wurde die Anlage in Lüge von ihm übersehen. Sie wurde erst von Eduard Krause und Otto Schoetensack bei einer erneuten Aufnahme Anfang der 1890er Jahre beschrieben. 2003–04 erfolgte eine weitere Aufnahme und Vermessung aller noch existierenden Großsteingräber der Altmark als Gemeinschaftsprojekt des Landesamts für Denkmalpflege und Archäologie Sachsen-Anhalt, des Johann-Friedrich-Danneil-Museums Salzwedel und des Vereins „Junge Archäologen der Altmark“.

## Beschreibung
Das Grab gehört zum Typ der Großdolmen. Der ursprünglich ovale Grabhügel ist weitgehend zerstört. Rollsteine lassen darauf schließen, dass er einen Steinmantel besessen hat. Die Einfassung bestand aus zwei ovalen Steinsetzungen (eine seltene Form, die sich ansonsten im Emsland erhalten hat), war aber bereits Ende des 19. Jahrhunderts vollständig verschwunden. Eduard Krause und Otto Schoetensack konnten bei ihren Untersuchungen im Jahr 1893 die Form der Umfassung nur noch durch Befragung der Bevölkerung rekonstruieren.
Die Grabkammer ist ebenfalls weitgehend zerstört. Krause und Schoetensack fanden noch alle acht Wandsteine vor, die Decksteine fehlten bereits vollständig. Die Kammer war ost-westlich orientiert. Sie war rechteckig, 3,7 m lang, 1,2 m breit und 1,25 m hoch. An der äußeren Westseite befand sich außerdem ein Menhir. Heute sind insgesamt nur noch drei Steine vorhanden, die eine 3,9 m lange, nordost-südwestlich orientierte Linie bilden.